# Dorfbach (Zürichsee, Erlenbach)
Der Dorfbach ist ein Bach im Bezirk Meilen im Schweizer Kanton Zürich, der bei Erlenbach in den Zürichsee mündet. Er entwässert ein rund fünf Quadratkilometer grosses Gebiet an der Westflanke des Pfannenstiels.

## Verlauf

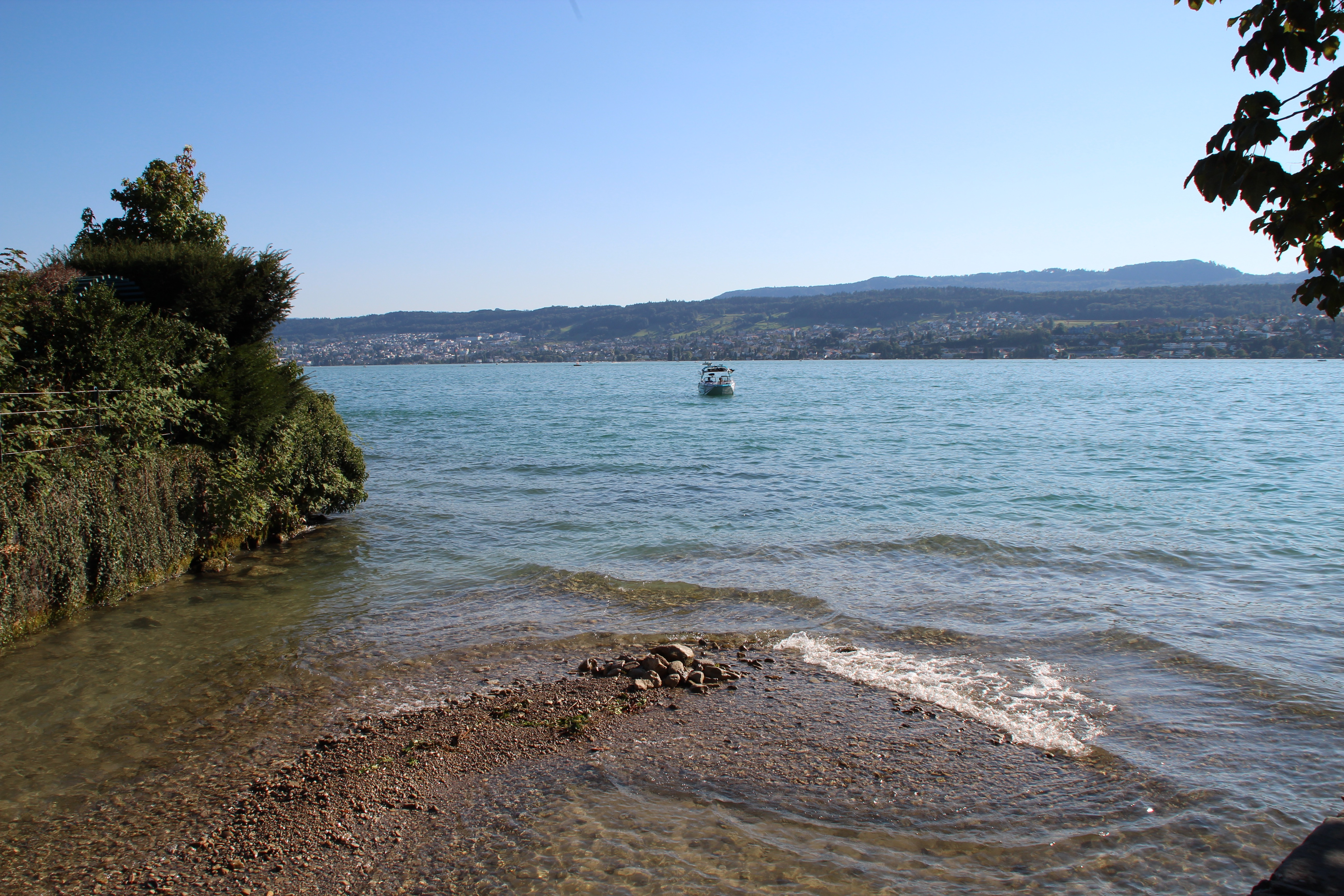
Mündung in den Zürichsee

Der anfangs Chapfbach genannte Bach entspringt im Waldgebiet Bannholz auf ca. 825 m ü. M. oberhalb des Weilers Wetzwil auf dem Gemeindegebiet von Herrliberg. Er fliesst in Richtung Südwesten und durchfliesst dabei Wetzwil, wo er den Froschgülenbach aufnimmt. 
Der Bach, der nun Wetzwilerbach genannt wird, ändert seine Richtung und fliesst nach Nordwesten, begleitet von einem schmalen Waldsaum. Beim Hof nimmt er von rechts seinen längsten Nebenbach auf, den Hoferbach. Etwa 800 Meter weiter nimmt er bei der Kittenmühle den Müslibach und wenig später von rechts den Chappelibach  auf, der auf seinem kurzen Bachlauf die Grenze zwischen Erlenbach und Herrliberg bildet. Kurz nach dessen Einmündung ändert er seinen Kurs und fliesst westwärts. Hier durchfliesst der Dorfbach ein tief eingeschnittenes, waldiges Tobel, wo er bis zu zwölf Meter hohe Wasserfälle bildet.
Der Dorfbach trifft nun auf bebautes Gebiet, wo er im flacheren Gelände teilweise in den Boden verlegt wurde. Er mündet nach rund sechs Kilometer langem Lauf im Dorfzentrum von Erlenbach, wo er ein kleines Delta gebildet hat, auf 406 m ü. M. in den Zürichsee.

## Bilder

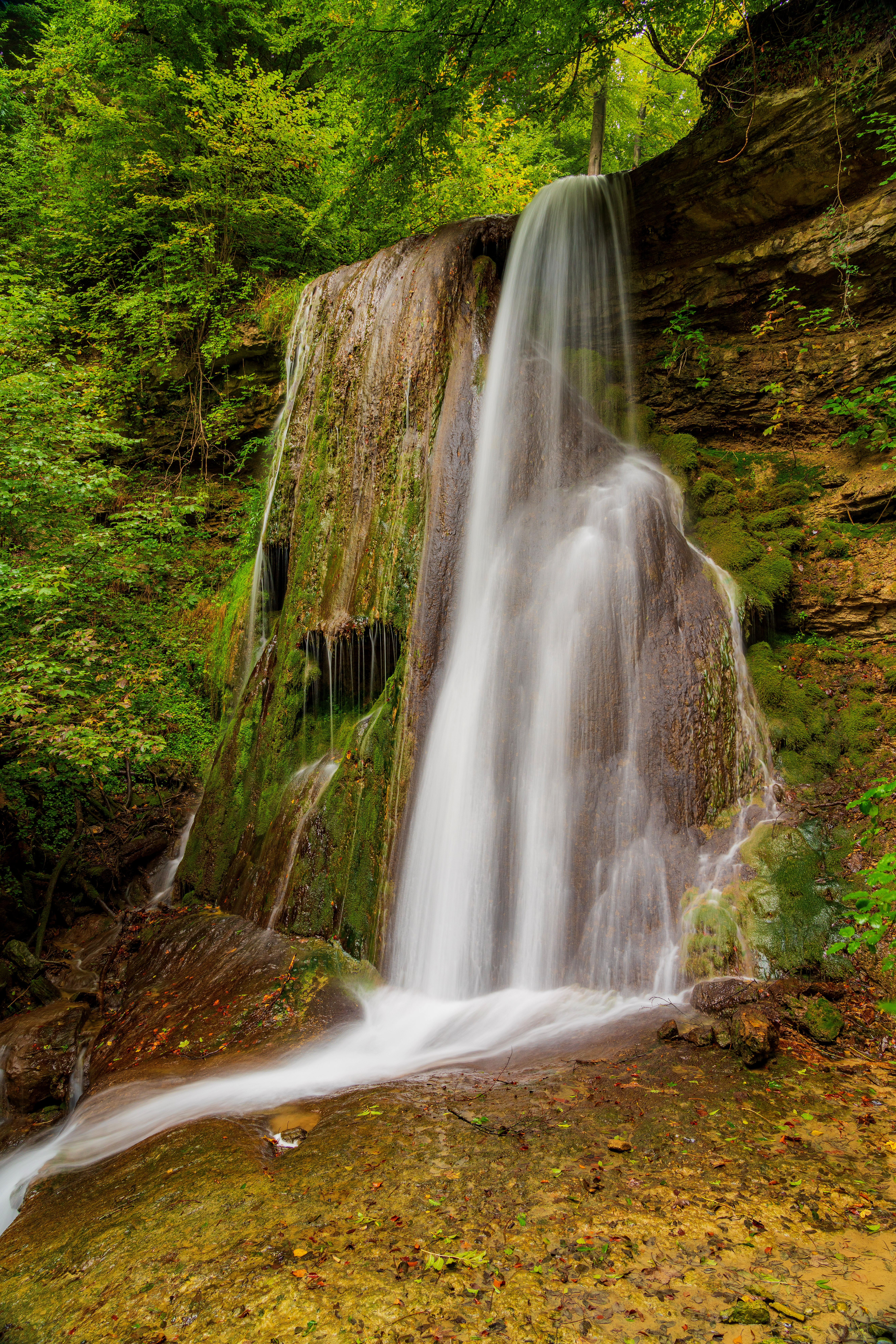
Oberer Wasserfall am Dorfbach
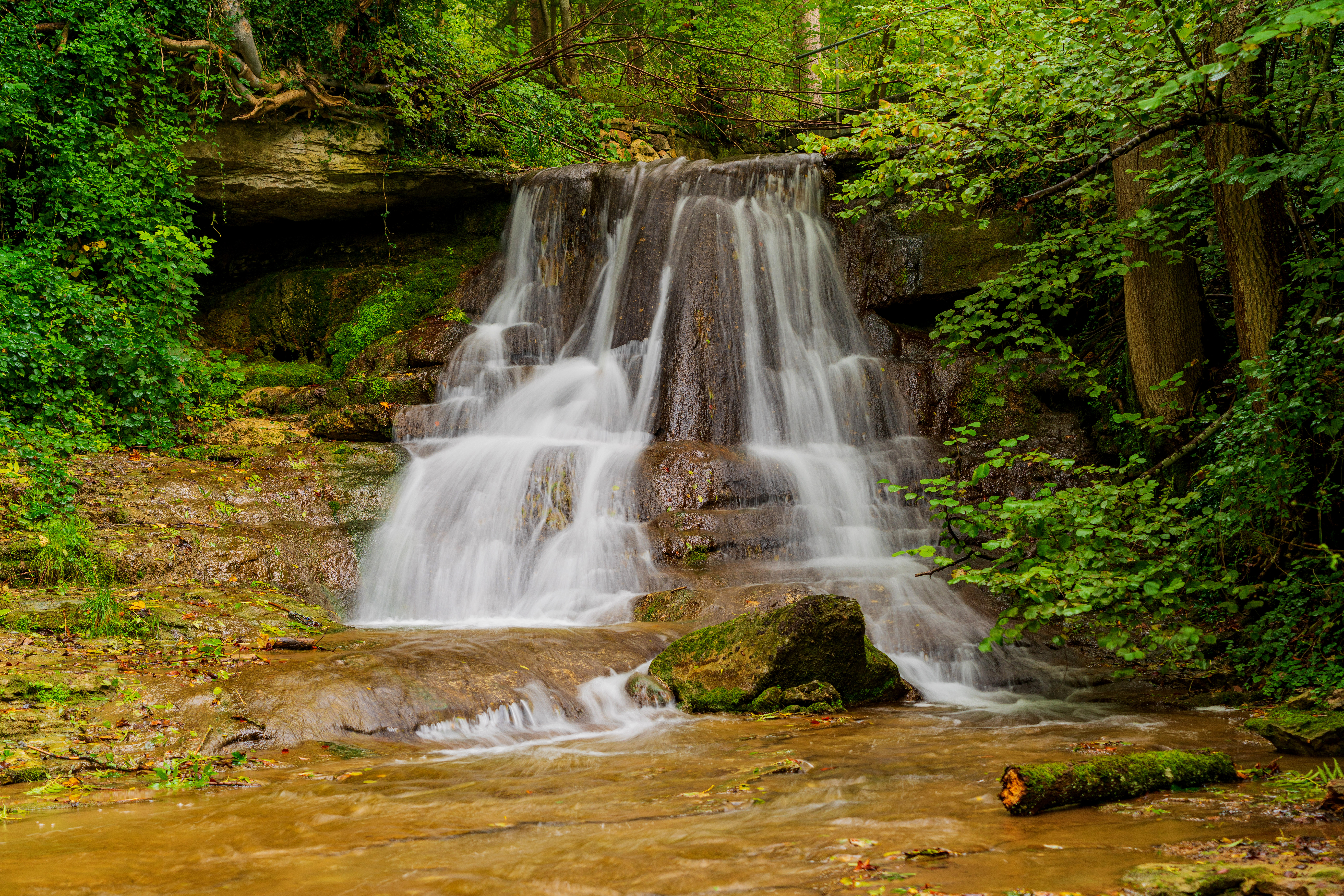
Unterer Wasserfall am Dorfbach
- Wasserfälle am Dorfbach